# Mesoleptus nosophorus
Mesoleptus nosophorus là một loài tò vò trong họ Ichneumonidae.